# 釣りバカ日誌16 浜崎は今日もダメだった♪♪
『釣りバカ日誌16 浜崎は今日もダメだった♪♪』（つりバカにっしじゅうろく はまさきはきょうもダメだった）は、2005年8月27日公開の日本映画。映画『釣りバカ日誌』シリーズ第18作（レギュラーシリーズ第16作）。
サブタイトルは内山田洋とクール・ファイブの歌「長崎は今日も雨だった」のパロディ。

## あらすじ
出世には全く関心がなく、妻子と釣りをこよなく愛するハマちゃんこと伝助。そんな彼が勤務する大手ゼネコン・鈴木建設において、彼が会長を務める鈴建フィッシングクラブのメンバーで、長崎支店に赴任中の若手社員・達也は、鈴木建設の取引先である久保田工業の御曹司。彼には早く東京本社へと戻るよう役員たちからも促されているが、達也自身は自分が今手掛けている仕事に区切りが付くまでと、なかなか辞令には応じない。そんな中、鈴木建設の社長・一之助ことスーさんのもとに佐世保出張の話が舞い込んだ。その出張というのは、今達也が手掛けている第二西海橋の連結式であり、その出張に何と！ヒラ社員であるはずの伝助が同行するのであるが、伝助は仕事の事よりも釣りの事で頭がいっぱいで、長崎空港に着くやいきなり仕事そっちのけで達也に釣り船の手配を頼むと、偶然知り合った米軍基地に勤めるアメリカ人の釣りバカであるボブと意気投合し、そのまま釣りを楽しむ。
その日の夜、伝助は達也の恋人・美鈴の父が経営するバーで一夜を明かし、翌日には二日酔い状態ながらも何とか連結式には出席するが、式が終わるとまたしても釣りへと逃亡し、スーさんも身勝手な伝助にはホトホト手を焼き、怒りを必死に堪えるのであった。結局、伝助は2日目の夜もホテルには戻らず、堪忍袋の緒が切れたスーさんは伝助を待つ事無く1人東京へと帰って行った。実は、伝助は連結式の後も釣りを楽しんだ後、夜は前日同様に繁華街で酒を大量に飲み、酔った勢いで米軍基地の中へ迷い込み、フラフラとイージス艦の中へ乗り込んだのであった。結局、伝助を乗せたイージス艦はそのままハワイへと向かっていたのだった。そんな事とは露知らずのスーさんは、伝助とは連絡の取れないまま帰京したのであったが、やがて伝助が音信不通の状態のまま数日間自宅にも帰っていない事を知ったスーさんはこの時初めて事の重大さを知り、伝助の妻・みち子とともに警察へ捜索願を出したりと、ゆくゆくは会社全体を巻き込んでの大騒動に発展する。やがて数日後、アメリカ大使館を通じ、伝助がイージス艦の中で保護されていると連絡があり、安堵の表情を浮かべるスーさんとみち子。行方不明騒動から1ヶ月後、周囲の心配をよそに笑顔で帰国を果たす伝助。
それからさらに1ヶ月後、2人は再び佐世保へ行くことになる。達也と美鈴の結婚式に出席するためである。達也は第二西海橋の連結式を見届けた後、東京本社へ戻る前に美鈴へプロポーズしたのだった。だが、頑固者の美鈴の父・輝男はたった1人の娘である美鈴を断固手放したくなく、2人の結婚には猛反対。結婚式当日も輝男は結婚式をボイコットする事を決めており、その際はスーさんが父親に代わりバージンロードを歩く大役を任されていた。そんな中、伝助はイージス艦騒動の末に仲良くなった米兵たちと手を組み、輝男を拉致し無理矢理結婚式場へと連れてくる。やがて美鈴の花嫁姿を見た輝男はその場で改心し、父親としてこれから旅立つ娘とバージンロードを歩くのであった。
結婚式を無事見届けた伝助・スーさんは長崎の港で仲良く釣りを楽しむのであった。

## キャスト
浜崎家
- 浜崎伝助（鈴木建設営業三課） - 西田敏行
- 浜崎みち子（妻） - 浅田美代子
- 浜崎鯉太郎（息子） - 持丸加賀

鈴木家
- 鈴木一之助（鈴木建設代表取締役社長） - 三國連太郎
- 鈴木久江（妻） - 奈良岡朋子

メインゲスト
- 河口美鈴（達也の恋人・達也行きつけの店の看板娘） - 伊東美咲
- 久保田達也（久保田工業社長子息・鈴木建設長崎支店設計部） - 金子昇

鈴木建設
- 秋山（専務） - 加藤武
- 堀田智明（常務） - 鶴田忍
- 原口三郎（人事担当取締役） - 小野武彦
- 草森（秘書課長） - 中村梅雀
- 佐々木和男（営業本部次長） - 谷啓
- 舟木範夫（営業三課課長） - 益岡徹
- 海老名（営業三課） - 濱口優（よゐこ）
- 鯛子（営業三課） - 平山あや
- 前原（運転手） - 笹野高史

その他
- 太田八郎（ハマちゃんの隣人） - 中本賢
- 河口輝男（美鈴の父・テリーズバーのマスター・元ロカビリー歌手テリー河口） - 尾崎紀世彦
- 刑事 - さだまさし
- ボブ（佐世保の米海軍） - ボビー・オロゴン
- 澄子（テリーズバー従業員） - 岡本麗
- 松浦（長崎営業所所長） - 綾田俊樹

## スタッフ
- 監督 - 朝原雄三
- 原作 - やまさき十三（作）、北見けんいち（画）（小学館「ビッグコミックオリジナル」連載）
- 脚本 - 山田洋次、石川勝己、平松恵美子
- プロデューサー - 瀬島光雄、深澤宏
- 音楽 - 信田かずお
- 撮影 - 近森眞史
- 美術 - 須江大輔
- 編集 - 石島一秀
- 照明 - 土山正人
- 録音 - 岸田和美
- 助監督 - 権野元

## ロケ地
- 長崎県
  - 佐世保市
    - ハウステンボス
    - 九十九島
    - 弓張岳
    - 新西海橋

  - 長崎市
    - 長崎水辺の森公園
    - グラバー園
- 東京都

## 釣果
- ミズイカ
- 謎の深海魚

## 地上波放送履歴
| 回数  | テレビ局   | 番組名          | 放送日         |
| ----- | ---------- | --------------- | -------------- |
| 初回  | TBS        | 月曜ゴールデン  | 2007年1月15日  |
| 2回目 | TBS        | 月曜ゴールデン  | 2008年3月24日  |
| 3回目 | 日本テレビ | 金曜ロードSHOW! | 2013年10月18日 |

## その他
- 本作ではシリーズでおなじみの鈴木建設社歌（作曲：久石譲）が鈴木建設社歌II（作曲：信田かずお）となり、オープニングではミュージカルを意識したような演出がなされた。
- 本作において「第二西海橋」を鈴木建設が施工したという設定で新西海橋にてロケが行われた。当時は未完成である連結式のシーンであるが、実際の連結式当日に引き続いてロケが行われ、そちらに出席した金子原二郎長崎県知事と光武顕佐世保市長（いずれも当時）がそのまま来賓役で登場している。